# Saint-Bonnet-de-Valclérieux
Saint-Bonnet-de-Valclérieux korábbi község (település) Franciaországban, Drôme megyében. 2019. január 1-jén Montrigaud és Miribel községgel egyesült és Valherbasse új község része lett. 
Lakosainak száma 228 fő (2018. január 1.). Saint-Bonnet-de-Valclérieux Miribel, Montmiral, Montrigaud, Saint-Laurent-d’Onay és Dionay községekkel határos.

## Népesség
A település népessége az elmúlt években az alábbi módon változott:
| Lakosok száma | 215  | 201  | 198  | 202  | 212  | 218  | 220  | 222  | 218  | 228  |
|               | 1968 | 1975 | 1982 | 1999 | 2006 | 2011 | 2013 | 2016 | 2017 | 2018 |